# Ryoichi Kurisawa
Ryoichi Kurisawa (født 5. september 1982) er en japansk fodboldspiller.
Han har spillet for flere forskellige klubber i sin karriere, herunder FC Tokyo og Kashiwa Reysol.